# 张志潭旧宅
张志潭旧宅建于1930年，是中華民國北洋政府官员张志潭在天津的故居，位于原天津英租界新加坡道（Singapore Road）（今和平区大理道4号），该建筑目前是一般保护等级历史风貌建筑和天津市文物保护单位。

## 建筑
张志潭旧宅东临新华路，南沿大理道，西抵河北路，北临重庆道，为一座砖混结构洋楼，建筑面积为1013平方米。
　　